# Лазарево (Єврейська автономна область)
Лазарево (рос. Лазарево) — село у Ленінському районі Єврейської автономної області Російської Федерації.
Входить до складу муніципального утворення Лазаревське сільське поселення. Населення становить 751 особа (2010).

## Історія
Згідно із законом від 26 листопада 2003 року органом місцевого самоврядування є Лазаревське сільське поселення.

## Населення
| 2002 | 2010 |
| ---- | ---- |
| 941  | ↘751 |